# 29 octombrie
ianuarie • februarie • martie  • aprilie  • mai  • iunie  • iulie  • august  • septembrie  • octombrie  • noiembrie  • decembrie
29 octombrie este a 302-a zi a calendarului gregorian și a 303-a zi în anii bisecți. Mai sunt 63 de zile până la sfârșitul anului.

## Evenimente

1863: Reprezentanți a optsprezece țări s-au întâlnit la Geneva și au căzut de acord pentru înființarea Comitetul Internațional al Crucii Roșii.

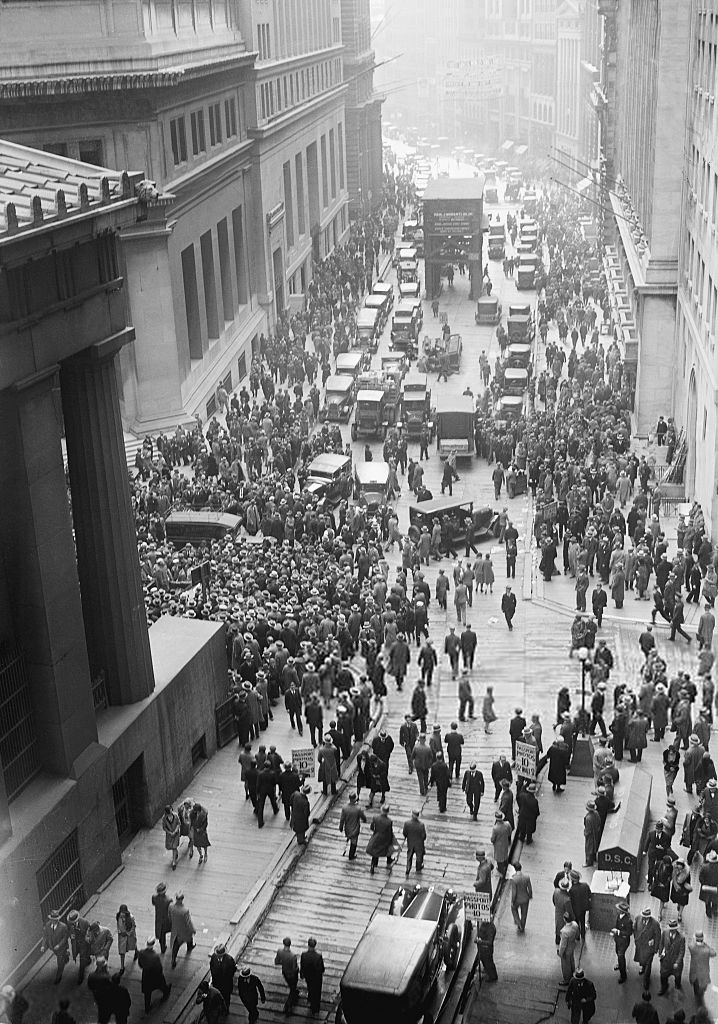
1929: Joia Neagră. Începe Marea criză economică.

- 1268: Conradin este executat de Carol de Anjou la Napoli.
- 1422: Carol al VII-lea al Franței devine rege succedându-l pe tatăl său, Carol al VI-lea al Franței, deși nu este oficial încoronat rege până în 1429.
- 1497: Lupta de la Lențești. Un corp de oaste moldovenească de circa 3.000 de călăreți, condus de vornicul Boldur, zdrobește o grupare de cavalerie mazoviană compusă din circa 600 de lăncieri, sosită în ajutorul oștilor regale polone.
- 1591: Este ales Papa Inocențiu al IX-lea.
- 1675: Leibniz folosește pentru prima dată semnul ∫, ca simbol al integralei în calcule.
- 1787: Premiera operei Don Giovanni a lui Wolfgang Amadeus Mozart, la Teatrul Stărilor (Ständetheater) din Praga.
- 1814: A fost lansat, la New York, "USS Fulton", primul vas de război cu aburi, proiectat de Robert Fulton.
- 1863: Reprezentanți a optsprezece țări s-au întâlnit la Geneva și au căzut de acord pentru înființarea Comitetul Internațional al Crucii Roșii.
- 1867: Nava britanică de pasageri RMS Rhone se scufundă într-un uragan sever în largul insulei Salt din Insulele Virgine Britanice. Din cei aproximativ 145 de membri ai echipajului și pasagerii de la bord, douăzeci și cinci de persoane au supraviețuit.[1]
- 1918: Semnarea Armistițiului de la Compiegne, între Puterile Antantei și Germania, în urma căruia ostilitățile încetează pe toate fronturile. Germania recunoaște, între altele, caducitatea Tratatului de pace de la Buftea-București și se obligă să-și retragă armata din România.
- 1918: În localitatea Wilhelmshaven, din Germania, începe Revoluția Germană (Novemberrevolution).
- 1922: Regele Victor Emmanuel al III-lea al Italiei îl numește prim-ministru pe Benito Mussolini.
- 1923: Turcia devine republică în urma dizolvării Imperiului Otoman.
- 1928: "Graf Zeppelin" este primul dirijabil care a traversat Atlanticul, de la New York la Berlin.
- 1929: La cinci zile după prima scădere a prețurilor, panica a izbucnit la Bursa de Valori din New York în Marțea Neagră, ceea ce a făcut ca prețurile să scadă și mai mult. Începe Marea criză economică.
- 1942: Submarinul german U 575 a scufundat linia britanică de pasageri Abosso în Atlanticul de Nord. Au murit 362 de oameni din cei 393 prezenți la bord.[2]
- 1944: Începe "Operațiunea Budapesta" la care participă Fronturile 2 și 3 ucrainene și trupele române.
- 1947: Are loc, la București, în sala de festivități a Școlii Superioare de Război, procesul intentat conducătorilor Partidului Național-Țărănesc, în frunte cu Iuliu Maniu.
- 1948: La ora unu noaptea este arestat episcopul Iuliu Hossu, în contextul suprimării Bisericii Române Unite cu Roma.
- 1950: După decesul regelui Gustaf al V-lea, pe tronul Suediei urcă fiul acestuia în vârstă de 68 de ani, Gustaf VI Adolf.
- 1955: Nava de luptă sovietică Novorossisk este zguduită de o explozie despre care se crede că este rezultatul unei mine maritime din Al Doilea Război Mondial în portul Sevastopol și se scufundă. Au murit 608 marinari, inclusiv oameni trimiși de pe alte nave pentru a ajuta.[3]
- 1956: Armata israeliană atacă Egiptul pe peninsula Sinai pentru a câștiga controlul asupra zonei canalului Suez.
- 1958: F. Mason Sones Jr, medic cardiolog la clinica din Cleveland, realizează prima angiogramă coronariană.
- 1967: S-a inaugurat Stadionul Central din Craiova, cu ocazia meciului internațional de fotbal dintre echipele României și Poloniei.
- 1974: Se deschide sesiunea Marii Adunări Naționale, la care se adoptă mai multe legi, între care "Legea retribuirii după cantitatea și calitatea muncii", "Legea privind sistematizarea teritoriului și localităților".
- 1991: Sonda americană Galileo se apropie de 951 Gaspra, devenind prima sondă care vizitează un asteroid. Galileo fotografiază asteroidul de la o distanță de 16.200 km.
- 1998: Pe drumul de la Adana către Ankara, un zbor Turkish Airlines cu un echipaj de șase persoane și 33 de pasageri este deturnat de un militant kurd care îi ordonă pilotului să zboare în Elveția. Avionul aterizează, în schimb, la Ankara, după ce pilotul l-a păcălit pe deturnător să creadă că aterizează în capitala bulgară Sofia pentru a alimenta.
- 1998: La vârsta de 77 de ani, astronautul american John Glenn zboară în spațiu pentru a doua oară cu naveta spațială Discovery. Medicii spațiali se așteaptă ca misiunea STS-95 să ofere, printre altele, informații despre îmbătrânire.
- 2015: China a anunțat că renunță la controversata politică a copilului unic după 36 de ani. Tuturor cuplurilor li se va permite sa aibă doi copii.[4]
- 2022: Cel puțin 156 de persoane au murit și alte 152 au fost rănite într-o busculadă în timpul festivităților de Halloween din Seul, Coreea de Sud.[5] Aproximativ 100.000 de oameni, majoritatea tineri, au participat la festivitățile din cartierul Itaewon, o zonă caracterizată prin străzi sau alei foarte înguste și fără căi de evacuare.[6]

## Nașteri
- 1507: Fernando Alvarez de Toledo, Duce de Alba, politician spaniol (d. 1582)
- 1560: Christian I, Elector de Saxonia (d. 1591)
- 1753: Charlotte Stuart, Ducesă de Albany (d. 1789)
- 1790: Adolph Diesterweg, pedagog german (d. 1866)
- 1811: Prințul Adalbert al Prusiei, nobil german, amiral și teoretician naval (d. 1873)
- 1816: Regele Ferdinand al II-lea al Portugaliei (d. 1885)
- 1866: Gustav Witt, astronom german (d. 1946)
- 1875: Regina Maria a României (n. Marie Alexandra Victoria de Saxa-Coburg și Gotha), soția Regelui Ferdinand I al României (d. 1938)
- 1879: Franz von Papen, politician german (d. 1969)
- 1880: Augustin Bena, compozitor și dirijor român (d. 1962)
- 1880: Jean Alexandru Steriade, pictor și grafician român (d. 1956)
- 1880: Abram Fiodorovici Ioffe, fizician rus (d. 1960)

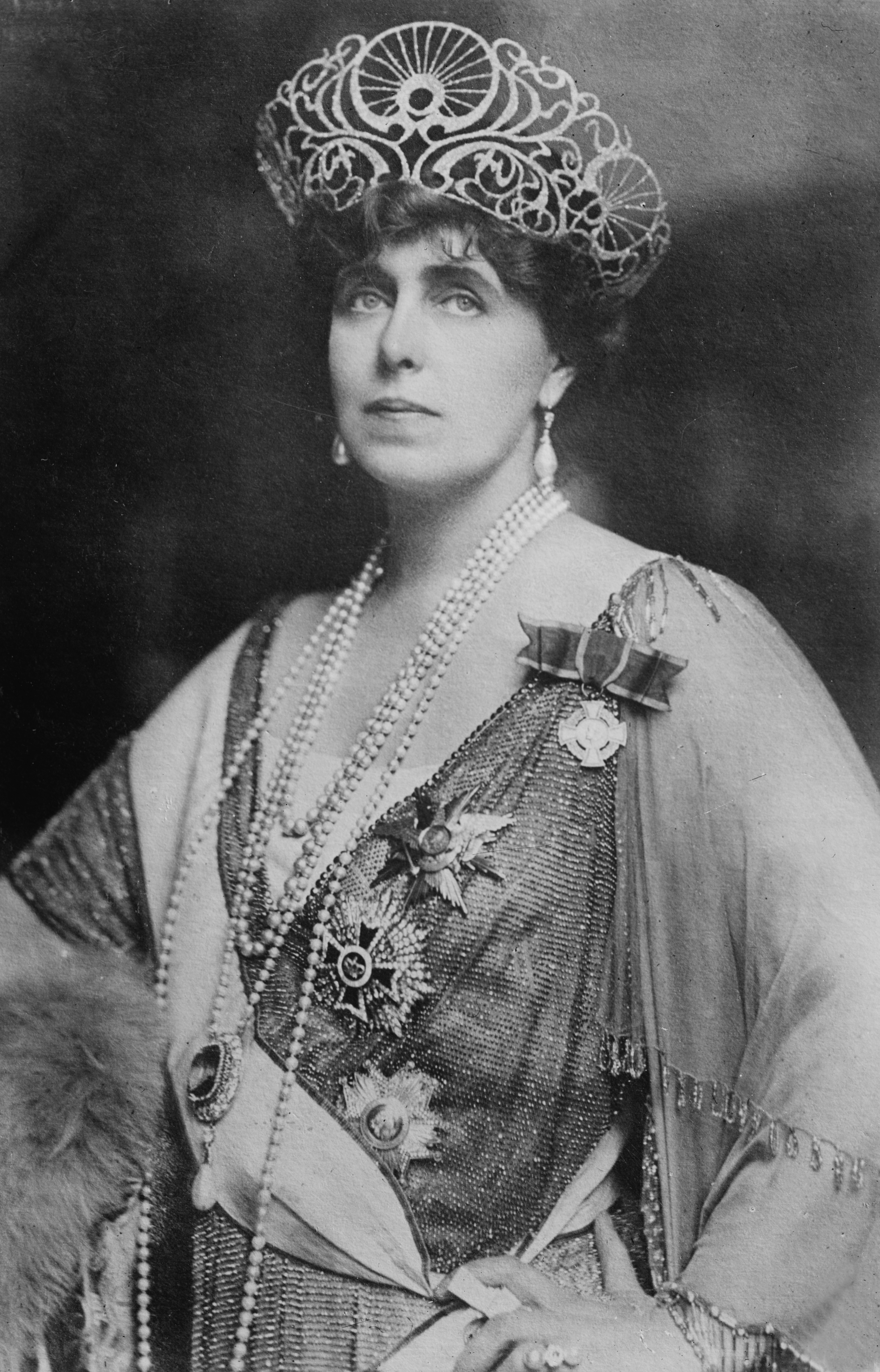
Regina Maria a României
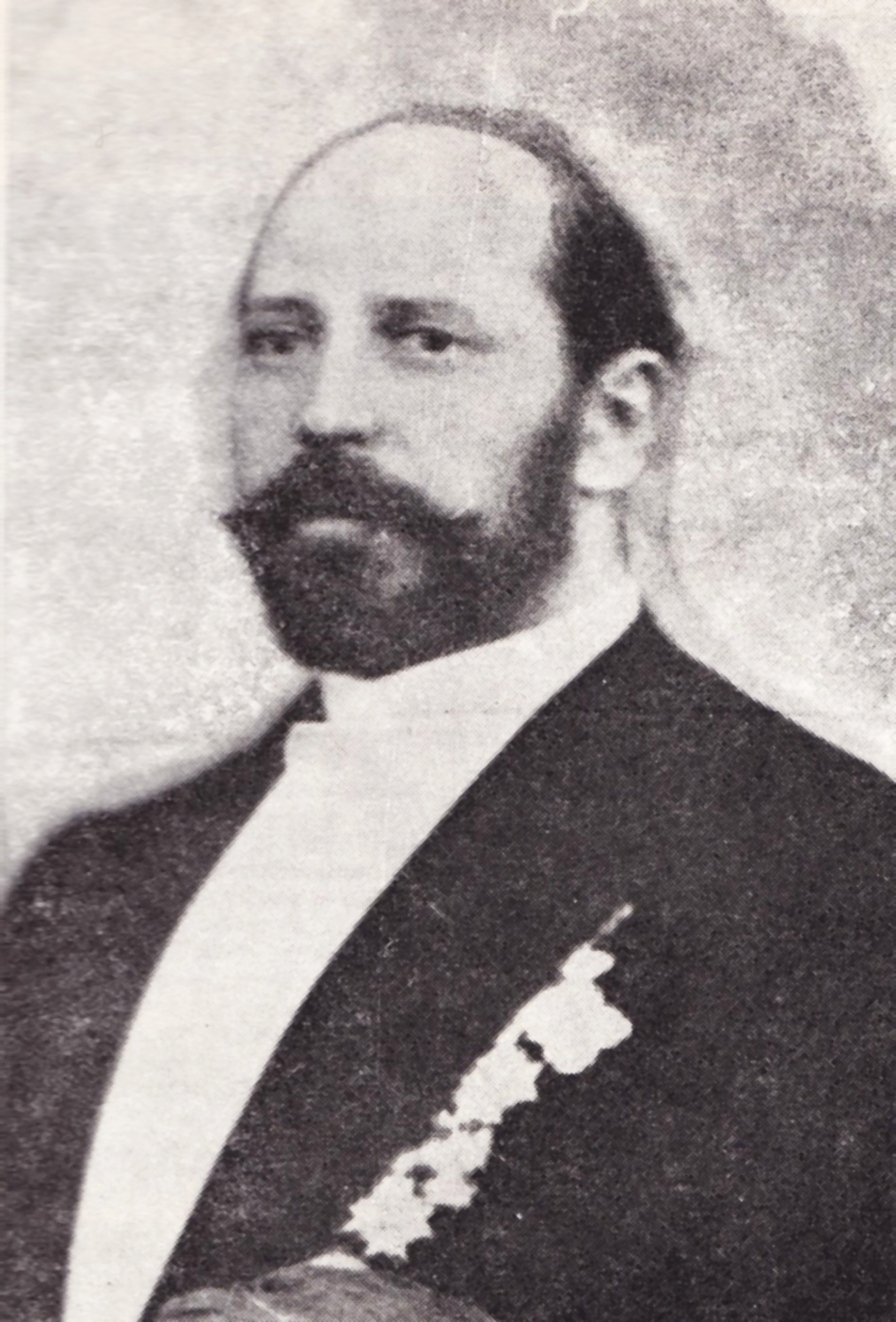
Jean Alexandru Steriade, pictor și grafician român
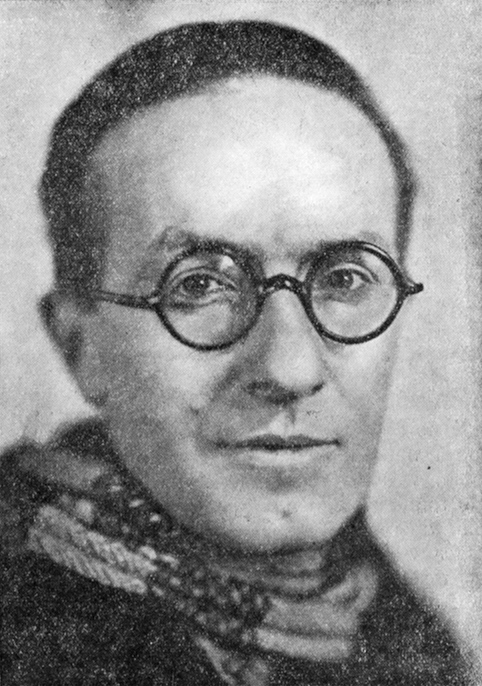
Jean Giraudoux, dramaturg francez

- 1882: Jenő Fuchs, scrimer maghiar (d. 1955)
- 1882: Jean Giraudoux, prozator și dramaturg francez (d. 1944)
- 1885: Mihail Sorbul (Mihail Smolski), dramaturg și romancier român (d. 1966)
- 1897: Joseph Goebbels, politician german, Ministrul Propagandei Publice în timpul regimului nazist (1933-1945), (d. 1945)
- 1905: Alice Săvulescu, botanistă română (d. 1970)
- 1917: Eddie Constantine, actor american (d. 1993)
- 1918: Ștefan Baciu, critic de artă, diplomat, eseist, memorialist și poet român (d. 1993)
- 1920: Baruj Benacerraf, medic american, laureat al Premiului Nobel (d. 2011)
- 1924: Danielle Mitterrand, politiciană și scriitoare franceză, soția lui François Mitterrand (d. 2011)
- 1924: Zbigniew Herbert, scriitor polonez (d. 1998)
- 1929: Evgheni Primakov, politician rus, premier al Rusiei în perioada 1998-1999 (d. 2015)
- 1930: Radu Cosașu, prozator și publicist român (d. 2023)
- 1930: Niki de Saint Phalle, artistă franceză (d. 2002)
- 1933: John Andrews, arhitect australiano-canadian (d. 2022)
- 1938: Ralph Bakshi, regizor american de film
- 1938: Ellen Johnson Sirleaf, politiciană liberiană, președinte al statului Liberia (2006-2018), laureată a Premiului Nobel (2011)
- 1940: Frida Boccara, cântăreață franceză (d. 1996)
- 1944: Denny Laine, muzician, cântăreț și textier britanic (d. 2023)
- 1946: Peter Green, cântăreț american (Fleetwood Mac), (d. 2020)
- 1947: Richard Dreyfuss, actor american
- 1948: Marin Constantin, politician român
- 1950: Abdullah Gül, politician turc
- 1951: Fausto Correia, politician portughez (d. 2007)
- 1951: Tiff Needell, pilot și jurnalist britanic
- 1956: Iulian-Gabriel Bîrsan, politician român (d. 2022)
- 1957: Dan Castellaneta, actor american
- 1957: Principesa Sofia a României, fiica Regelui Mihai I al României
- 1960: Marian Florian Săniuță, politician român
- 1960: Dieter Nuhr, cabaretist și comediant german

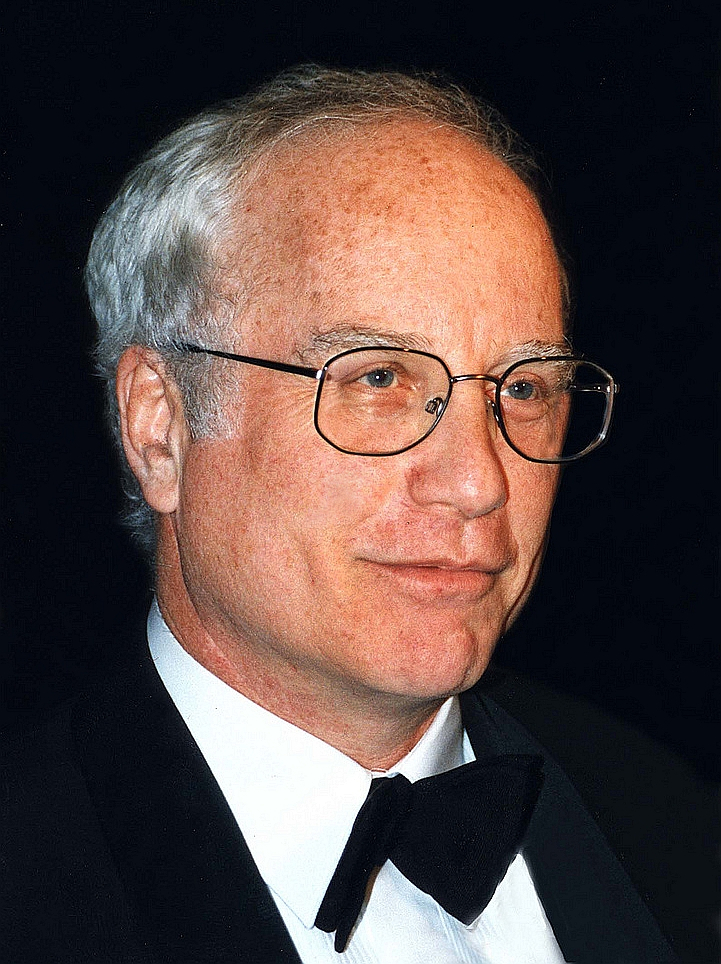
Richard Dreyfuss, actor american
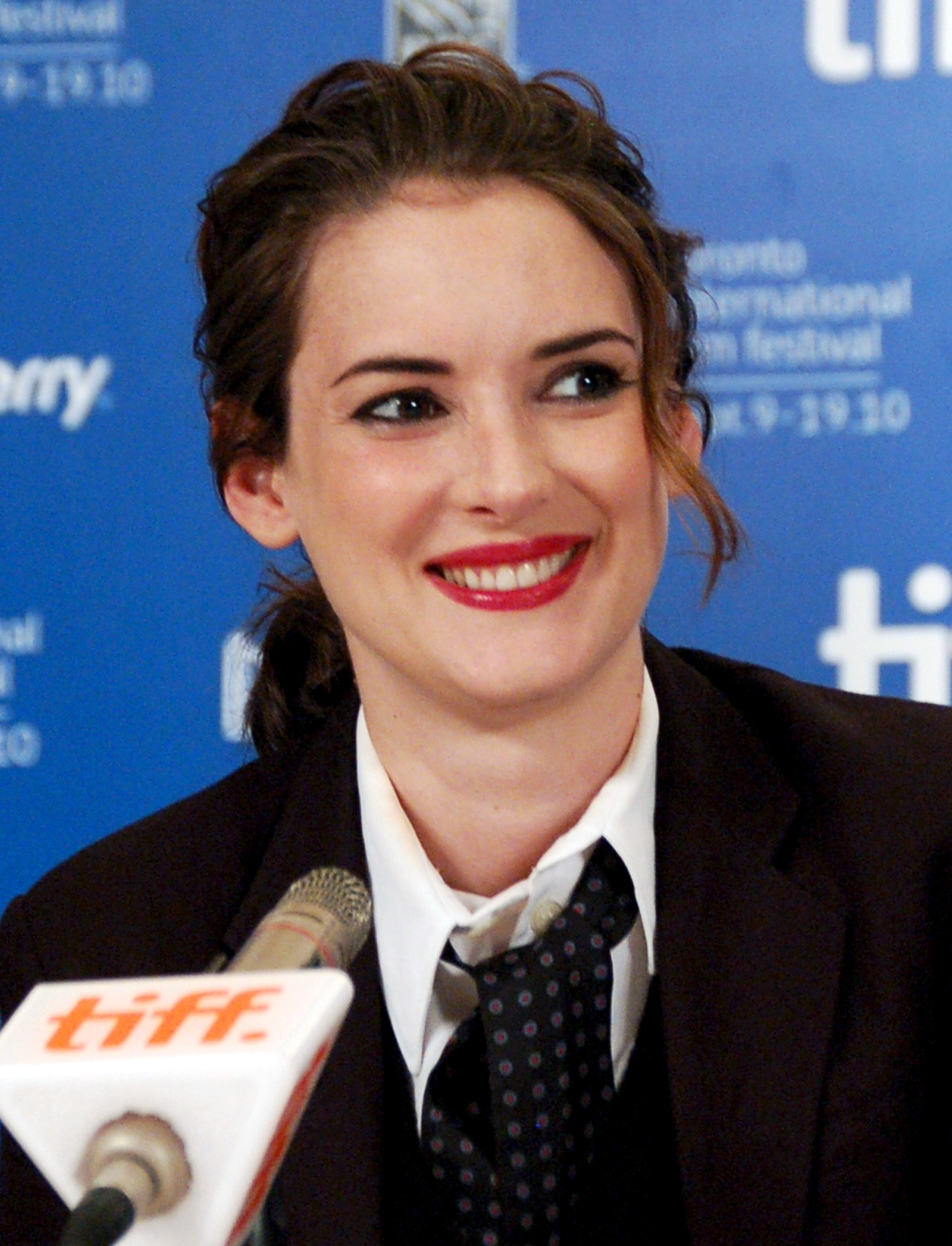
Winona Ryder, actriță americană
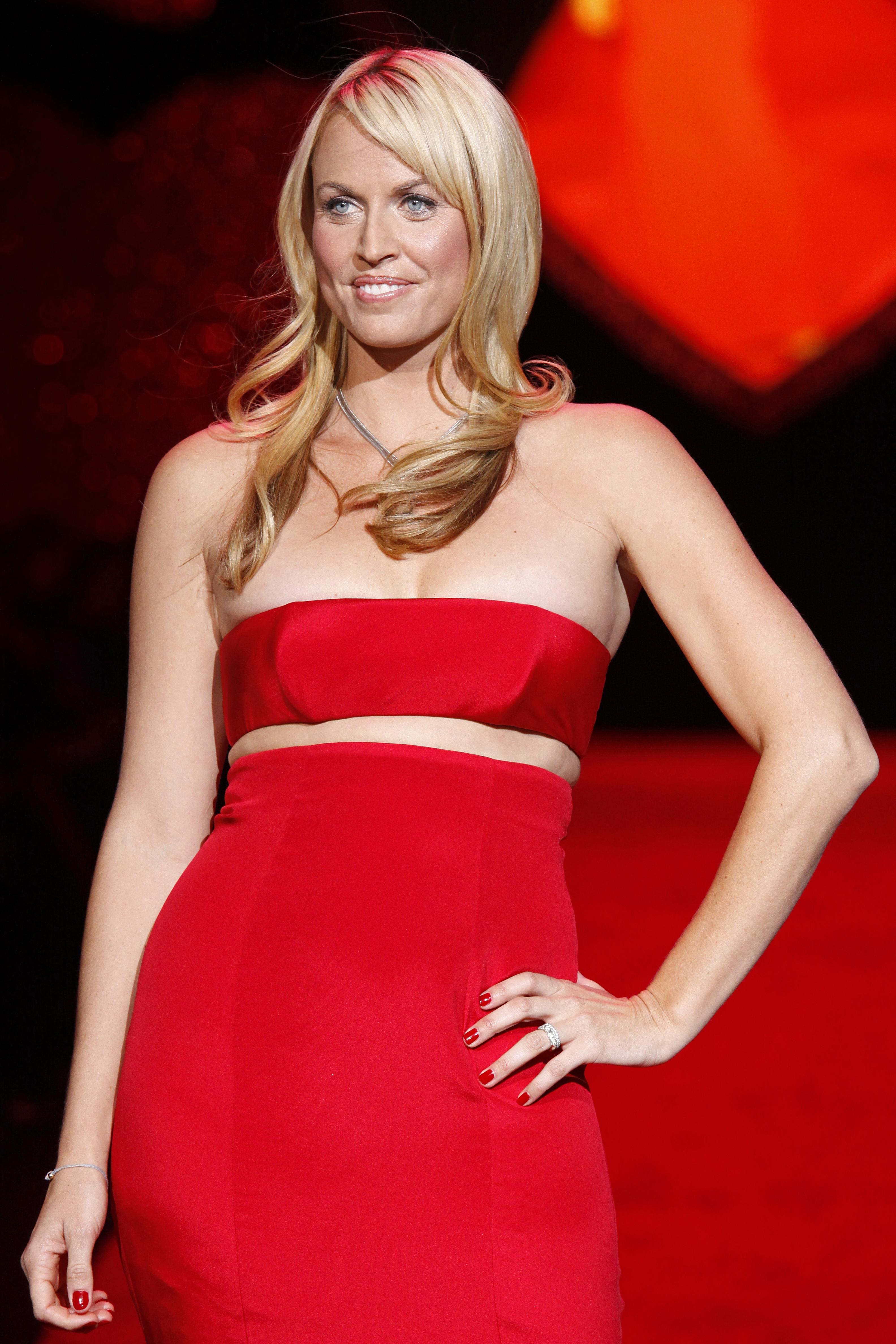
Amanda Beard, înotătoare americană

- 1967: Rufus Sewell, actor englez
- 1970: Phillip Cocu, fotbalist olandez
- 1970: Edwin van der Sar, fotbalist olandez
- 1971: Bogdan Olteanu, politician român
- 1971: Winona Ryder, actriță americană
- 1973: Robert Pirès, fotbalist francez
- 1975: Viorica Susanu, canotoare română
- 1977: Emilian Oprea, actor român
- 1979: Fabrice Fernandes, fotbalist francez
- 1980: Ben Foster, actor american
- 1981: Amanda Beard, înotătoare americană
- 1981: Alina Rîpanu, atletă română
- 1982: Julia Vang, actriță letonă
- 1983: Jérémy Mathieu, fotbalist francez
- 1988: Florin Gardoș, fotbalist român
- 1989: Primož Roglič, ciclist sloven
- 1990: Eric Saade, cântăreț și moderator suedez
- 1991: Anita Blaze, scrimeră franceză
- 1993: Alberto Bettiol, ciclist italian
- 1996: Astrid S, cântăreață norvegiană
- 1998: Lance Stroll, pilot canadian de curse
- 2002: Pavel Bittner, ciclist ceh

## Decese
- 1618: Walter Raleigh, explorator maritim, descoperitor și scriitor englez (n. 1552)
- 1727: Ioan Giurgiu Patachi, episcop român unit (n. 1680)
- 1783: Jean le Rond D'Alembert, scriitor, filozof și matematician francez, colaborator al lui Diderot la realizarea "Enciclopediei franceze" (n. 1717)
- 1829: Maria Anna Mozart, sora lui Wolfgang Amadeus Mozart și fiica lui Leopold Mozart (n. 1751)
- 1911: Joseph Pulitzer, publicist american, fondatorul Premiului Pulitzer (n. 1847)
- 1928: Gaston Bussière, pictor francez (n. 1862)
- 1932: Joseph Babiński, neurolog francez (n. 1857)

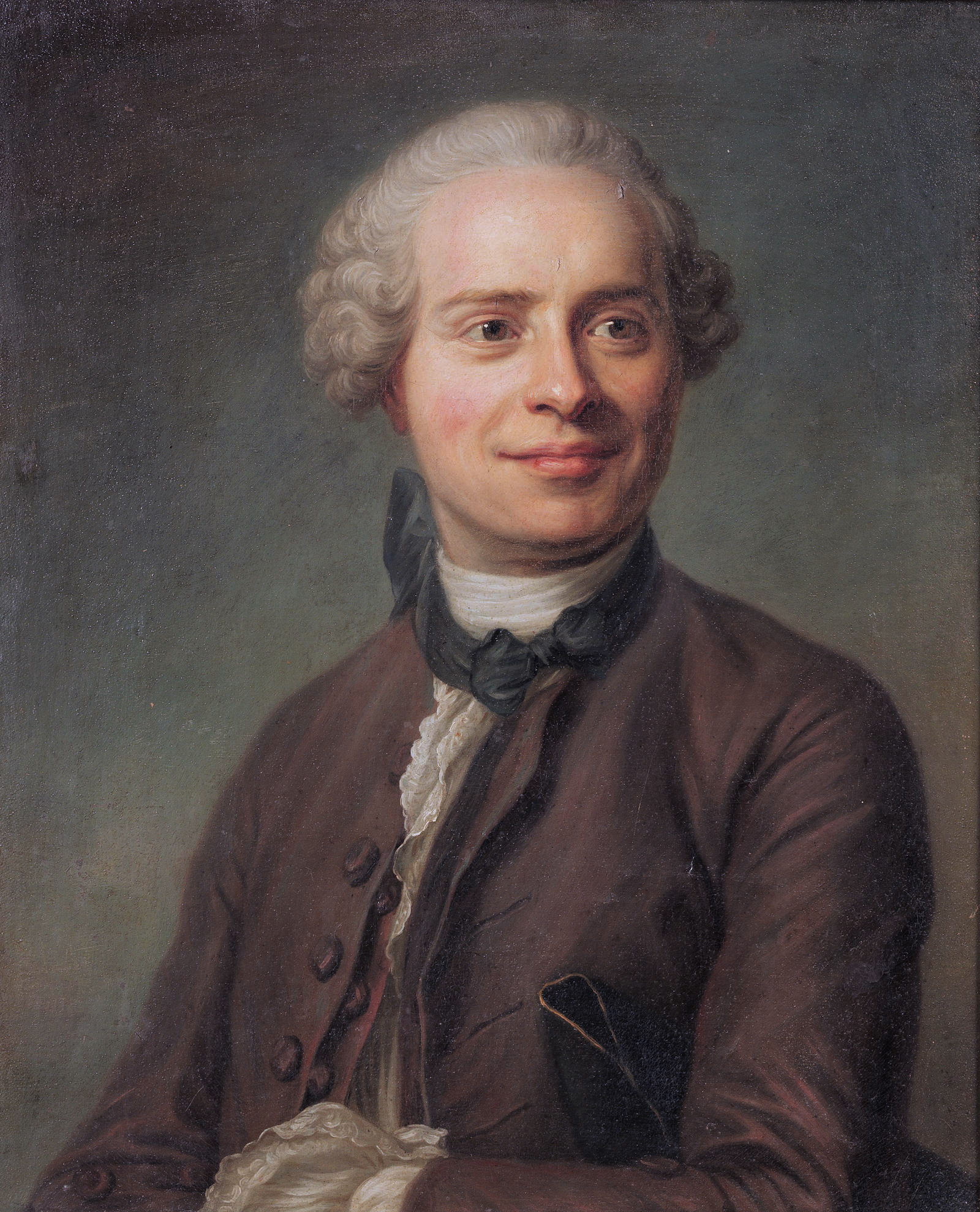
Jean le Rond D'Alembert, scriitor, filozof și matematician francez
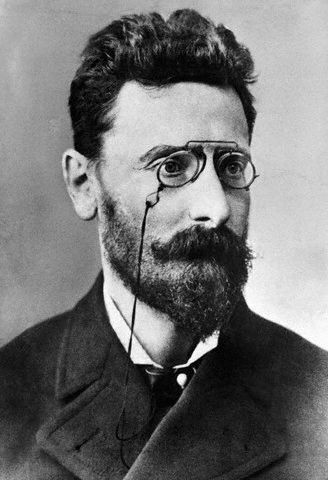
Joseph Pulitzer, publicist american
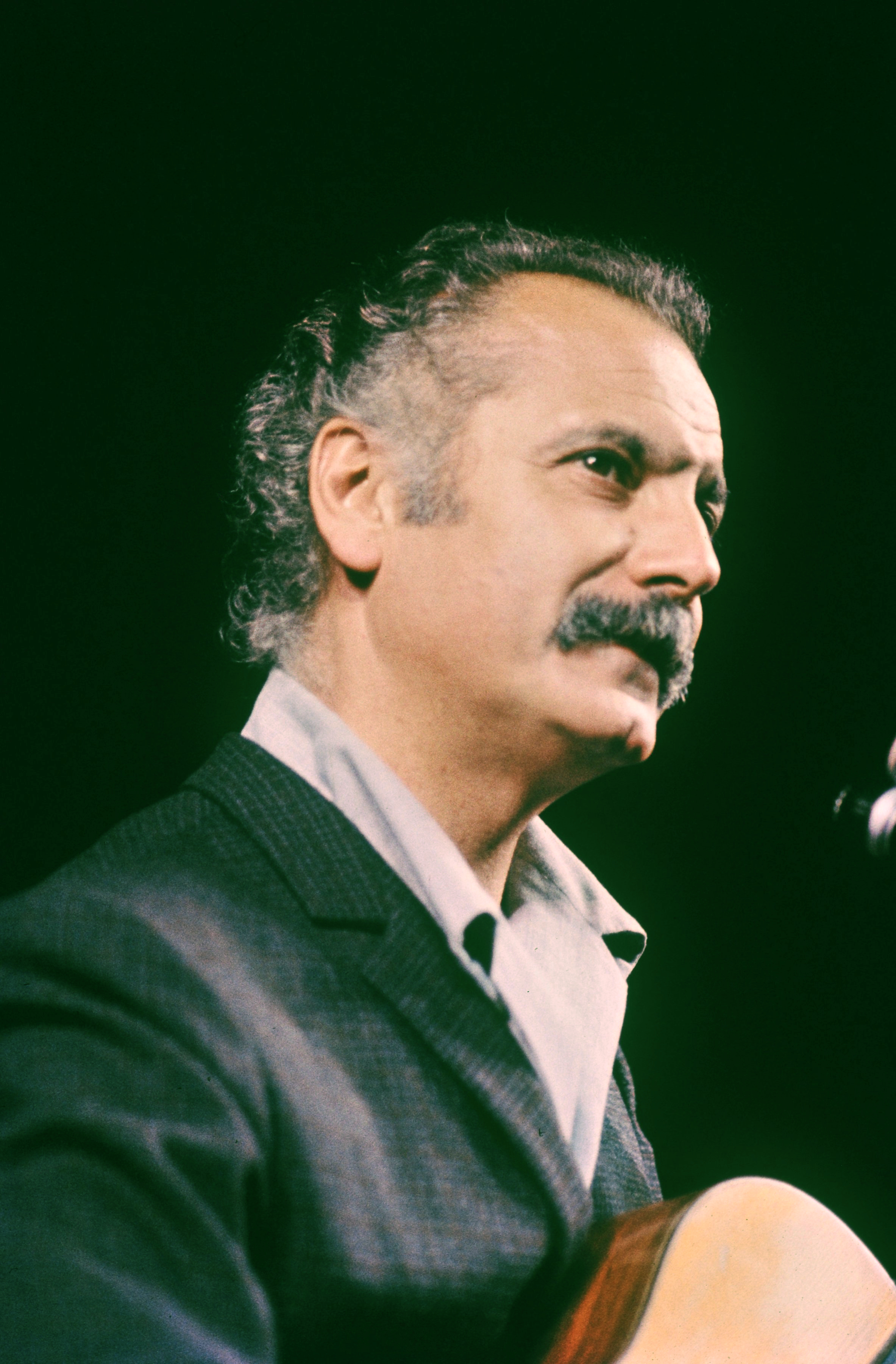
Georges Brassens, cântăreț francez

- 1941: Aleksandr Afinoghenov, dramaturg rus (n. 1904)
- 1949: Georg Iwanowitsch Gurdjieff, autor, filozof, coregraf, componist armean (n. 1872)
- 1950: Gustav al V-lea al Suediei, rege a Suediei din 1907 până în 1950 (n.1858)
- 1959: Iacob Iacobovici, medic chirurg român, fondatorul școlii chirurgicale din Cluj (n. 1879)
- 1971: Arne Wilhelm Kaurin Tiselius, chimistă suedeză (n. 1902)
- 1981: Georges Brassens, poet, cântăreț, compozitor francez
- 1985: Aurel Avramescu, inginer român (n. 1903)
- 1997: Anton Szandor LaVey, fondator a organizației Church of Satan (n. 1930)
- 2003: Franco Corelli, cântăreț italian (n. 1921)
- 2004: Prințesa Alice, Ducesă de Gloucester,  membră a familiei regale britanice (n. 1901)
- 2009: Jean-François Bergier, istoric elvețian (n. 1931)
- 2016: Roland Dyens⁠(Roland Dyens)[Dyens&page=Roland+Dyens&targettitle=Roland+Dyens traduceți], chitarist clasic francez, compozitor, improvizator, profesor de conservator (n. 1955)
- 2018: István Bessenyei, actor, regizor și director de teatru maghiar din România (n. 1955)
- 2019: Mihai Constantinescu, cântăreț român (n. 1946)

## Sărbători
- Cuv. Mare Muceniță Anastasia Romana; Cuv. Avramie (calendarul ortodox și greco-catolic)
- Maria Restituta Kafka (calendarul romano-catolic)
- Ziua internațională a internetului (din anul 2005)
- Ziua națională a Turciei